# Aharon Appelfeld
Aharon Appelfeld (även Aron Appelfeld), född 16 februari 1932 i Stara Zhadova nära Tjernovtsy i Bukovina i dåvarande Rumänien (i nuvarande Ukraina), död 4 januari 2018 i Petah Tikva nära Tel Aviv, var en israelisk författare.
År 1940, när Aharon var åtta år, hamnade han i arbetslägren i Transnistrien. Han rymde och var på flykt i tre år. 1944 tog Röda Armén hand om honom och 1946 hamnade han i Brittiska Palestinamandatet.
Han var professor vid Ben Gurion universitetet i Negev.